# Katrine Lunde Haraldsen
Katrine Lunde Haraldsen (* 30. März 1980 in Kristiansand) ist eine norwegische Handballspielerin. Sie ist Rekordnationalspielerin der norwegischen Handballnationalmannschaft.

## Leben
Die Torhüterin wechselte im Sommer 2007 mit ihrer Zwillingsschwester Kristine Lunde-Borgersen von Aalborg DH zu Viborg HK, mit dem sie 2008, 2009 und 2010 die dänische Meisterschaft und 2007 und 2008 den dänischen Pokal gewann. 2009 und 2010 triumphierte sie mit Viborg in der EHF Champions League. Vor ihrer Zeit in Aalborg spielte sie in Norwegen bei Hånes IF, Kristiansand IF und Våg Vipers. Seit dem Sommer 2010 hütet sie das Tor von Győri ETO KC. Ab dem August 2014 pausierte sie schwangerschaftsbedingt. Ab dem Sommer 2015 stand sie beim russischen Erstligisten GK Rostow am Don unter Vertrag. Mit Rostow gewann sie 2017 den EHF-Pokal sowie die russische Meisterschaft. Im Sommer 2017 kehrte sie zu den Vipers Kristiansand zurück. Im Jahr 2023 gewann sie als erste Spielerin zum siebten Mal die EHF Champions League. Nachdem Lunde ab dem Insolvenzantrag der Vipers im Januar 2025 vereinslos war, schloss sie sich im Folgemonat dem dänischen Erstligisten Odense Håndbold an. Nach der Saison 2024/25 verließ sie den Verein.
Für die norwegische Nationalmannschaft stand sie 371 Spiele zwischen den Pfosten. Mit der norwegischen Auswahl gewann sie 2004, 2006, 2008 und 2010 die Europameisterschaft. Bei der Weltmeisterschaft 2007 in Frankreich wurde sie Vizeweltmeisterin. Ein Jahr Später holte sie sich bei den Olympischen Spielen die Goldmedaille und wurde zusätzlich in das Allstar-Team gewählt. Sie gehörte zum Aufgebot ihres nationalen Verbandes bei der Weltmeisterschaft 2009 in China. Bei der WM 2011 gewann sie den WM-Titel. Im Sommer 2012 nahm sie an den Olympischen Spielen in London teil und gewann abermals mit der norwegischen Mannschaft die Goldmedaille. Die Norwegerin nahm weiterhin an der Weltmeisterschaft 2013 teil.
Bei der Weltmeisterschaft 2017 gewann Lunde die Silbermedaille. Nach dem zweiten Vorrundenspiel der Europameisterschaft 2020 rückte sie für Emily Stang Sando in den EM-Kader. Im darauffolgenden Spiel gegen Rumänien absolvierte Katrine Lunde Haraldsen ihr 300. Länderspiel. Im Finale gewann sie ihren insgesamt fünften EM-Titel. Zusätzlich war es ihr 305. Länderspiel für Norwegen, wodurch sie mit der bisherigen Rekordnationalspielerin Karoline Dyhre Breivang gleichzog. Seit dem 19. März 2021 ist sie alleinige Rekordhalterin. Mit der norwegischen Auswahl gewann sie die Bronzemedaille bei den Olympischen Spielen in Tokio. Lunde besaß mit 38 % die beste Fangquote unter den Torhütern des olympischen Turniers und wurde in das All-Star-Team gewählt. Bei der Schlussfeier der Olympischen Spiele 2020 trug sie die norwegische Fahne. 2021 gewann sie zum zweiten Mal die Weltmeisterschaft. Bei der Europameisterschaft 2022 gewann sie mit Norwegen einen weiteren Titel. Lunde parierte 31,4 % der gegnerischen Würfe. Im folgenden Jahr errang sie die Silbermedaille bei der Weltmeisterschaft, bei der sie 34 % der gegnerischen Würfe hielt. Bei der Eröffnungsfeier der Olympischen Sommerspiele 2024 trug sie zum zweiten Mal in ihrer Karriere die norwegische Fahne. Am Ende der Olympischen Spiele nahm sie zum dritten Mal die Goldmedaille in Empfang. Weiterhin wurde sie zum MVP des olympischen Turniers gewählt. Am Jahresende 2024 gewann sie mit der Goldmedaille bei der Europameisterschaft ihre insgesamt 20. Medaille im Nationaltrikot.

## Sportliche Erfolge

### Nationalmannschaft
- Europameisterschaft

Gold: 2004, 2006, 2008, 2010, 2020, 2022 und 2024 Silber: 2002, 2012
- Weltmeisterschaft

Gold: 2011 und 2021, Silber: 2007, 2017, 2023 Bronze: 2009
- Olympische Spiele

Gold: 2008, 2012 und 2024
Bronze: 2016 und 2020

### Verein
- EHF Champions League

Sieger: 2009, 2010 (beide mit Viborg HK), 2013, 2014 (mit Győri ETO KC), 2021, 2022 und 2023 (mit Vipers Kristiansand)
Halbfinale: 2005/06 (Aalborg DH)
- EHF-Pokal

Sieger: 2017 (mit GK Rostow am Don)
- Norwegische Meisterschaft

Gold: 2017/18, 2018/19, 2019/20, 2020/21, 2021/22, 2022/23, 2023/24 (Vipers Kristiansand)
Bronze: 2002/03 (Våg Vipers)
- Norgesmesterskap

Gold: 2017, 2018, 2019, 2020, 2021, 2022/23, 2023/24 (Vipers Kristiansand)
- Dänische Meisterschaft

Gold: 2008, 2009 und 2010 (Viborg HK), 2025 (Odense Håndbold)
Silber: 2005 (Aalborg DH)
Bronze: 2006 und 2007 (Aalborg DH)
- Dänischer Pokal

Sieger: 2007 und 2008 (Viborg HK)
- Ungarische Meisterschaft

Gold: 2011, 2012, 2013 und 2014 (Győri ETO KC)
- Ungarischer Pokal

Sieger: 2011, 2012, 2013 und 2014 (Győri ETO KC)
- Russische Meisterschaft

Gold: 2017 (GK Rostow am Don)

## Auszeichnungen
- Norwegische Spielerin des Jahres und Torhüterin des Jahres 2005/06[30]
- All-Star Team bei den Olympischen Spielen 2008
- All-Star Team bei der Europameisterschaft 2008
- All-Star Team bei der Europameisterschaft 2010
- All-Star Team bei der Weltmeisterschaft 2017[31]
- All-Star Team bei den Olympischen Spielen 2020
- EHF Excellence Awards 2023
- MVP bei den Olympischen Spielen 2024

## Privates
Katrine Lunde Haraldsen war von 2007 bis 2012 mit dem norwegischen Fußballspieler Tom Reidar Haraldsen verheiratet. Mittlerweile ist sie mit dem serbischen Fußballspieler Nikola Trajković liiert.